# 국제 농구 유럽 연맹

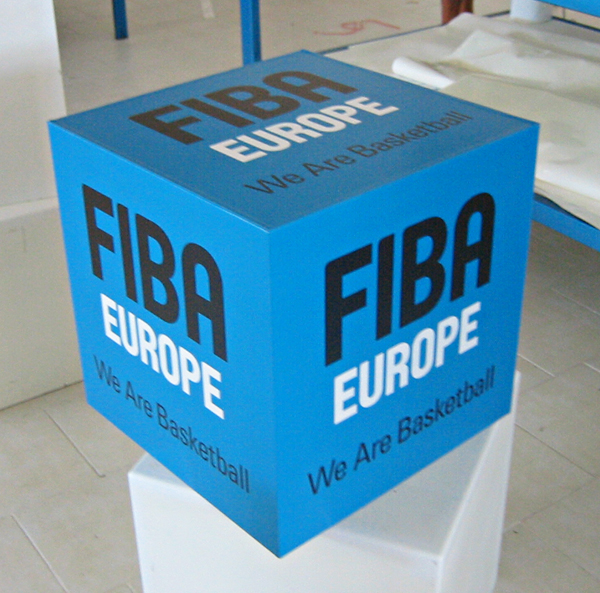

국제 농구 유럽 연맹(FIBA Europe)은 유럽의 농구, 스트리트볼 종목을 총괄하는 국제 스포츠 행정 기구이다.

## 회원국
| - 그리스 - 네덜란드 - 노르웨이 - 덴마크 - 독일 - 라트비아 - 러시아 - 루마니아 - 룩셈부르크 - 리투아니아 - 북마케도니아 - 모나코 - 몬테네그로 - 몰도바 | - 몰타 - 벨기에 - 벨라루스 - 보스니아 헤르체고비나 - 불가리아 - 산마리노 - 세르비아 - 스웨덴 - 스위스 - 스페인 - 슬로바키아 - 슬로베니아 - 아르메니아 - 아이슬란드 | - 아일랜드 - 아제르바이잔 - 안도라 - 알바니아 - 에스토니아 - 영국 - 잉글랜드 - 스코틀랜드 - 웨일스 - 오스트리아 - 우크라이나 - 이스라엘 - 이탈리아 - 조지아 | - 지브롤터 - 체코 - 코소보 - 크로아티아 - 키프로스 - 튀르키예 - 포르투갈 - 폴란드 - 프랑스 - 핀란드 - 헝가리 |